# Tourneforts Zürgelbaum
Tourneforts  Zürgelbaum (Celtis tournefortii) ist ein großer Strauch oder kleiner Laubbaum aus der Gattung der Zürgelbäume in der Familie der Hanfgewächse (Cannabaceae). Die Gattung Celtis wird häufig auch der Familie der Ulmengewächse (Ulmaceae) zugeordnet. Das Verbreitungsgebiet liegt im südöstlichen und östlichen Europa, im westlichen Asien und im Kaukasusgebiet.

## Beschreibung
Tourneforts Zürgelbaum ist ein bis zu 6 Meter hoher Strauch oder Baum mit kahlen Trieben. 
Die Laubblätter haben eine 3 bis 7 Zentimeter lange, eiförmige, spitze Blattspreite mit abgerundeter bis schwach herzförmiger Basis und oberhalb der Mitte gezähntem Blattrand. Die Blattoberseite ist bläulich grün bis graugrün und mehr oder weniger stark behaart.
Die Früchte wachsen auf etwa 1 Zentimeter langen Stielen. Sie sind 8 Millimeter groß und orangegelb.

## Verbreitung und Standort
Das natürliche Verbreitungsgebiet umfasst im gemäßigten Asien Iran, Irak, die Türkei, Zypern und das Kaukasusgebiet in Aserbaidschan. In Europa findet man die Art auf der Krim in der Ukraine, in Griechenland, Kroatien, Sizilien, Mazedonien und Montenegro. Sie wächst in Steppen und Trockenwäldern auf trockenen bis frischen, schwach sauren bis stark alkalischen, nährstoffreichen, sandigen, sandig-kiesigen oder sandig-humosen Böden an sonnig-heißen Standorten. Die Art ist nässe- und frostempfindlich.

## Systematik
Tourneforts Zürgelbaum (Celtis tournefortii) ist eine Art aus der Gattung der Zürgelbäume (Celtis). Die Gattung wird entweder der Familie der Hanfgewächse (Cannabaceae) oder der Familie der Ulmengewächse (Ulmaceae) zugeordnet. Die Art wurde 1797 von Jean-Baptiste de Lamarck in seinem Werk Encyclopedie Methodique erstbeschrieben.

## Verwendung
Tourneforts Zürgelbaum wird selten wirtschaftlich verwendet.

## Nachweise